# Thelonious Monster
Thelonious Monster was een Amerikaanse rockband, gevormd in Los Angeles. De band was vernoemd naar de jazzmuzikant Thelonious Monk, die niet lang voor het ontstaan van de band was overleden. De band ontstond omstreeks 1984 in de rockscene van Los Angeles, waar ook bands als de Red Hot Chili Peppers, Fishbone en Jane's Addiction deel van uitmaakten. 
In 1994 ging de band voor het eerst uit elkaar, waarna ze van 2004 tot 2011 weer bij elkaar waren. Omstreeks 2020 kwamen ze nog een derde keer bijeen.

## Historie
Onder leiding van frontman en zanger Bob Forrest timmerde Thelonious Monster aanvankelijk vooral lokaal aan de weg en had veel succes met liveoptredens. Op het podium bestond de groep uit zeven personen, waaronder vier gitaristen.
Het eerste album Baby...You're Bummin' My Life out in a Supreme Fashion verscheen in 1986. Dit album werd medegeproduceerd door Flea en Anthony Kiedis van de Red Hot Chili Peppers. Verschillende bevriende muzikanten, waaronder Angelo Moore van Fishbone, waren als gastmuzikant op het album te horen.
Op de volgende twee albums werd de punkrock ingeruild voor een meer melodieuze en conventionele rockstijl. Na het derde album, Stormy Weather (1989), doekte Forrest Thelonious Monster op om aan een soloalbum te werken. Dit album zou nooit uitkomen. Gedeelten hiervan vormden wel de basis voor het vierde album van de band, Beautiful Mess, uitgebracht in 1992 onder Capitol Records. Gitaristen Dix Denney en Chris Handsome en drummer Pete Weiss waren teruggekeerd in de band, die verder bestond uit de gitaristen Jon Sidel en Zander Schloss en de Nederlands-Amerikaanse basgitarist Martijn LeNoble. Beautiful Mess zorgde voor een internationale doorbraak in de alternatieve rockscene, mede door airplay in de singles Body and Soul? (met achtergrondzang van Michael Penn) en Adios Lounge (een duet met Tom Waits).
Thelonious Monster toerde in 1993 door Europa en stond onder andere op Pinkpop. Hierna viel de groep opnieuw uit elkaar. Bob Forrest kampte in deze periode met een ernstige drugsverslaving. Dit bleek wel tijdens het optreden op Pinkpop waar Bob Forrest tijdens een van de nummers via de luidsprekertorens omhoog klom en als een wezenloze op het dak van het hoofdpodium bleef zitten. Hij werd overigens naar beneden gepraat en vervolgde het optreden.
Rond 1997 kickte hij af en formeerde hij met Josh Klinghoffer de groep The Bicycle Thief. In 1999 leidde deze samenwerking tot het album You Come and Go Like a Popsong.
In de bezetting Forrest, Denney, Weiss, Sidel, Klinghoffer, bassist en pianist Dallas Don Burnet en keyboardspeler Greg Kurstin kwam Thelonious Monster in 2004 weer tot leven. De band trad onder andere op op het Coachella Valley Music and Arts Festival en kwam met een vijfde album: California Clam Chowder. Hierna werd het opnieuw stil rond Thelonious Monster, totdat de groep in 2009 weer bijeenkwam voor een reeks optredens. Thelonious Monster trad onder meer op tijdens de Warped Tour.
In 2020, zestien jaar na hun laatste album, kwam Thelonious Monster opnieuw bij elkaar en brachten zij na lange tijd een nieuw album uit Oh That Monster, waarvan de eerste single Buy Another Gun een voorproefje was.

## Discografie

### Albums
- Baby...You're Bummin' My Life out in a Supreme Fashion (1986, Epitaph Records)
- Next Saturday Afternoon (1987, Relativity Records)
- Stormy Weather (1989, Relativity Records)
- Beautiful Mess (1992, Capitol Records)
- California Clam Chowder (2004, Lakeshore Records)
- Oh That Monster (2020, V2 Records)

### Singles
- The Boldness Of Style (ep, 1987)
- Sammy Hagar Weekend (1989)
- So What If I Did (1989)
- Blood Is Thicker Than Water (1992)
- Body and Soul? (1993)
- Adios Lounge (1993)
- Buy Another Gun (2020)